# 颜成义
颜成义（1967年12月—），男，福建建阳，中华人民共和国政治人物。2023年任中国地质调查局副局长。

## 生平
1986年进入武警福建总队服役，历任队长、秘书、政治教导员等职。1991年至1994年，在中国人民解放军南京政治学院军事新闻学专业大专学习。1996年至1999年，在石家庄陆军指挥学院军事理论专业本科学习。2001年8月，调入武警部队司令部，历任作战勤务部正营职参谋、第三处副处长、副部长等职。2012年12月，任武警部队司令部办公室主任。2016年2月，任武警部队参谋部办公室主任。2017年8月，任武警黄金指挥部参谋长（副军级），直至2018年国务院机构改革黄金部队撤销编制。2019年3月，以“原武警黄金指挥部司令部参谋长”的身份访问中国地质大学 (武汉)。
2020年7月，任中国地质调查局自然资源综合调查指挥中心副主任（中管正局级）、党委委员。2022年2月22日，任中国地质调查局党组成员，中国地质调查局自然资源综合调查指挥中心党委书记、副主任。
2023年1月23日，任中国地质调查局副局长。